# Dálnice A7 (Francie)
Dálnice A7 (francouzsky Autoroute du soleil) je pokračováním A6 z Paříže do Lyonu, konkrétně mezi centrálním Lyonem a středem Marseille. Je dlouhá 302,5 km a její části jsou součástí koridorů E15, E80 a E714.
Dálnice je vysoce zatížena během celého roku. Úseky v údolí Rhony jsou většinou tranzitními, avšak množství míst podél celé trasy činí tuto šestiproudou dálnici poměrně silně zatíženou.